# Auchenipterus nigripinnis
Auchenipterus nigripinnis är en fiskart som först beskrevs av Boulenger, 1895.  Auchenipterus nigripinnis ingår i släktet Auchenipterus och familjen Auchenipteridae. Inga underarter finns listade.